# Six morceaux pour piano (Tchaïkovski, op. 51)
Pour les articles homonymes, voir Six morceaux pour piano (Tchaïkovski).
Les Six morceaux pour piano, op. 51, de Piotr Ilitch Tchaïkovski furent composés entre fin août et début septembre 1882.

## Structure[1]
| Numéro | Titre              | Tempo             | Tonalité   | Nombre de mesures |
| ------ | ------------------ | ----------------- | ---------- | ----------------- |
| 1      | Valse de salon     | Allegro           | la♭ majeur | 342               |
| 2      | Polka peu dansante | Allegro moderato  | si mineur  | 183               |
| 3      | Menuetto scherzoso | Moderato assai    | mi♭ majeur | 203               |
| 4      | Natha-Valse        | Moderato          | la majeur  | 173               |
| 5      | Romance            | Andante cantabile | fa majeur  | 124               |
| 6      | Valse sentimentale | Tempo di Valse    | fa mineur  | 201               |

Une représentation complète des six pièces dure environ 30 minutes.

## Composition
L'idée de composer ces pièces pour piano est venue de Nikolaï Bernard, rédacteur en chef de la revue musicale Nuvellist (Нувеллист) de Saint-Pétersbourg. En janvier 1882, Bernard envoie une lettre à Tchaïkovski lui demandant d'écrire pour Nuvellist, « à la demande des souscripteurs », six pièces pour piano. Si le compositeur acceptait, quatre d'entre elles devaient porter le titre de Nocturne, Rêves, Valse de salon et Danse russe. Cependant, Tchaïkovski était lié par un accord avec son éditeur, qui donnait à Piotr Jurgenson le droit de premier refus de publier les œuvres du compositeur. L'écriture des pièces pour Nuvellist aurait été contraire aux termes de l'accord.
Piotr Jurgenson exprime alors sa volonté de publier les pièces pour piano et demande au compositeur de les écrire pour sa maison d'édition. Tchaïkovski considère la proposition de Jurgenson comme une tentative de lui refuser des revenus de la part d'autres maisons d'éditions et décline donc la commande. Le 1er février 1882, le compositeur écrit : « J'obéirai à votre interdiction et j'écrirai à Bernard un refus courtois — car je considère que, de votre point de vue, vous étiez tout à fait dans vos droits et que vos arguments sont solides. Néanmoins, je pense que c'est plutôt dommage ». Jurgenson lui répond : « Vous m'avez récemment déclaré combien vous aviez profité de me vendre pas moins de 6, 12, 24 pièces pour piano… Naturellement, je ne voudrais pas que votre muse ne soit éveillée uniquement pour des raisons financières ». Mais le 23 février, Jurgenson réitère sa demande de pièces pour piano.
Cependant, Tchaïkovski est maintenant occupé à d'autres travaux, et retarde la composition des pièces. Le 19 juillet, Jurgenson lui rappelle encore : « Tu n'as pas oublié ma commande de pièces pour piano ? Les frères Jurgenson les attendent sans faute ».
Tchaïkovski ne remplit sa commande qu'entre fin août et début septembre. Le 10 septembre, il écrit à Modeste Tchaïkovski, énumérant tous les travaux qu'il a réalisé cet été-là, y compris « 6 pièces pour piano, qui [lui] ont été commandées par les deux frères Jurgenson ». Le 15 septembre, il informe Piotr Jurgenson : « L'autre jour, vous avez anticipé ma surprise, sous la forme de 6 pièces pour piano, que je viens de livrer au monde. Je ne les aurais pas écrites si Osip Ivanovich ne m'avait pas encouragé à le faire ».
Parmi les titres suggérés par Nikolaï Bernard, Tchaïkovski n'en retint qu'un, Valse de Salon, qui fut publié comme premier numéro.

## Publication
Toutes les pièces furent publiées par Piotr Jurgenson en novembre 1882.
En 1949, l'ensemble complet des Six morceaux pour piano, op. 51, fut publié dans le volume 53 de l'ouvrage Complete Collected Works de Tchaïkovski, édité par Anatoli Drozdov.

## Partitions
Les partitions manuscrites des Six morceaux pour piano, op. 51, sont conservées au Musée National Russe de la Musique à Moscou (KP 1200. Fonds 88. No. 117).

## Dédicaces
Le compositeur dédie chacun des Six morceaux de l'opus 51 à une personne différente :
1. Valse de salon à Maria Sergeievna Kondratieva[b]
2. Polka peu dansante à sa nièce Anna Davydova[c]
3. Menuetto scherzoso à sa cousine Anna Merkling[d]
4. Natha-Valse à Natalia Plesskaïa[e]
5. Romance à sa nièce Vera Rimskaïa-Korsakova[f]
6. Valse sentimentale à Emma Genton[g]

## Adaptations
La pièce no 4 est une version révisée de la Nathalie-Valse écrite en 1878. En 1882, le compositeur réécrit et prolonge cette valse, en changeant le titre en Natha-Valse, lui donnant un style virtuose plus adapté au concert.
La pièce no 6, la plus connue des Six morceaux de l'opus 51, a très souvent fait l'objet d'adaptations pour d'autres instruments, notamment pour orchestre et violon.

## Musicographie

### Partitions
- « 6_Pieces,_Op.51_(Tchaikovsky,_Pyotr) » (partition libre de droits), sur l'IMSLP.

### Vidéos
- [vidéo] Valentina Lisitsa QOR Records Official channel, « Tchaikovsky: 6 Pieces, Op. 51, TH 143 - 1. Valse de salon », sur YouTube
- [vidéo] Valentina Lisitsa QOR Records Official channel, « Tchaikovsky: 6 Pieces, Op. 51, TH 143 - 2. Polka peu dansante », sur YouTube
- [vidéo] Valentina Lisitsa QOR Records Official channel, « Tchaikovsky: 6 Pieces, Op. 51, TH 143 - 3. Menuetto scherzoso », sur YouTube
- [vidéo] Valentina Lisitsa QOR Records Official channel, « Tchaikovsky: 6 Pieces, Op. 51, TH 143 - 4. Natha-Valse », sur YouTube
- [vidéo] Valentina Lisitsa QOR Records Official channel, « Tchaikovsky: 6 Pieces, Op. 51, TH 143 - 5. Romance », sur YouTube
- Pièce no 6, Valse sentimentale :
  - [vidéo] Valentina Lisitsa QOR Records Official channel, « Tchaikovsky: 6 Pieces, Op. 51, TH 143 - 6. Valse sentimentale (version originale pour piano) », sur YouTube
  - [vidéo] Josef Sakonov, « Tchaikovsky: Valse sentimentale, Op. 51, No. 6 (version pour violon et orchestre) », sur YouTube